# Ту-4
Ту-4 (виріб «Р», за класифікацією НАТО: «Bull» — Бик) — поршневий радянський стратегічний бомбардувальник, перебував на озброєнні авіації далекої дії ВПС СРСР з 1949 року до початку 1960-х рр. Літак є копією американського бомбардувальника В-29, відтворений методом зворотної розробки. Водночас його конструкція, обладнання, аж до інтер'єру гермокабіни, були скопійовані з американського зразка, за винятком гарматного озброєння, гвинтомоторної групи силової установки і радіостанції. Радянські двигуни мали потужність 2400 к.с замість 2200 к.с. в оригіналу. Гарматне оборонне озброєння (10 швидкострільних гармат калібру 23 мм замість 12 кулеметів калібру 12,7 мм у В-29) значно підвищило обороноздатність радянської «суперфортеці». В СРСР літак Ту-4 був останнім серійним важким бомбардувальником з поршневими двигунами.
Дальність Ту-4 — 5100 км не була міжконтинентальною, тому він належав до класу дальніх бомбардувальників. Аж до середини 1950-х рр., коли в СРСР ще не були розгорнуті ескадрильї важких стратегічних бомбардувальників нового покоління, основну ударну міць складали Ту-4, оснащені системою дозаправки паливом у повітрі і здатні завдати удари по передових базах США в Західній Європі, в тому числі в Англії.
Освоєння серійного виробництва літаків Ту-4 забезпечило перехід радянського важкого літакобудування в найкоротші терміни на новий, вищий технологічний рівень. Починаючи з Ту-4, всі елементи обладнання в радянському літакобудуванні були зведені в системи. На Ту-4 встановлена перша в СРСР і в світі система дистанційного керування, розроблена Всесоюзним заводом № 118 (нині ВАТ Московський науково-виробничий комплекс «Авіоніка» імені О. В. Успенського).

## Історія
Наприкінці Другої світової війни СРСР відчув необхідність створення стратегічних бомбардувальників. Хоча на початку війни ВПС СРСР мали спроектований чотиримоторний Пе-8, але до 1945 року було побудовано лише 93 літаки, конструкція яких вже була застаріла. США регулярно проводили бомбові нальоти на Японію із тихоокеанських баз, використовуючи B-29. Йосип Сталін наказав розробити подібний бомбардувальник.
США двічі відмовляли постачати СРСР бомбардувальники В-29 за ленд-лізом. Проте під час 1944 року літаки В-29 чотири рази здійснювали аварійні посадки на радянській території. Один із літаків зазнав катастрофи; екіпаж врятувався, стрибнувши з парашутами. Відповідно до японсько-радянського пакту про нейтралітет СРСР був нейтральний в тихоокеанській війні, тому бомбардувальники були інтерновані. США вимагали повернення бомбардувальників, але СРСР відмовився повернути їх. Три літаки B-29 були доставлені до ОКБ ім. Туполєва. Із них один літак B-29 був розібраний, другий служив для польових випробувань та тренувань, а третій залишився як зразок для зворотної розробки. Четвертий B-29 був повернутий до США разом з екіпажем після оголошення війни СРСР проти Японії (через два дні після атомного бомбардування Хіросіми), відповідно до Ялтинської конференції.
Сталін дав розпорядження ОКБ ім. Туполєва клонувати B-29 за максимально стислі терміни, замість того, щоби продовжувати роботу над власним аналогом — Ту-10. Було задіяно орієнтовно 900 заводів та науково-дослідних інститутів, які завершили проектну роботу протягом першого року; виконано 105 000 креслень.
США використовували англійську систему мір (дюйм), тому листовий алюміній такої самої товщини, який би відповідав вимірам В-29, не продукувався в СРСР. Сплави також були незвичними й повинні були бути випущені до виробництва. Щоби компенсувати відмінності ОКБ Туполєва мав зробити великий реінжиніринг, щоби зменшити подальшу переробку. Незважаючи на це, прототип Ту-4 був лише на 340 кг тяжчий від B-29, різниця менше 1 %.

## Варіанти Ту-4
- Ту-4 — базова модель
- Ту-4А — розроблений в якості носія атомних бомб
- Ту-4Р — розвідувальна модифікація
- Ту-4К — носій ракет КС-1
- Ту-4Д — десантна модифікація
- Ту-4Т — транспортний літак
- Ту-4ЛЛ — літак-лабораторія

## Оператори
СРСР
- Військово-повітряні сили СРСР

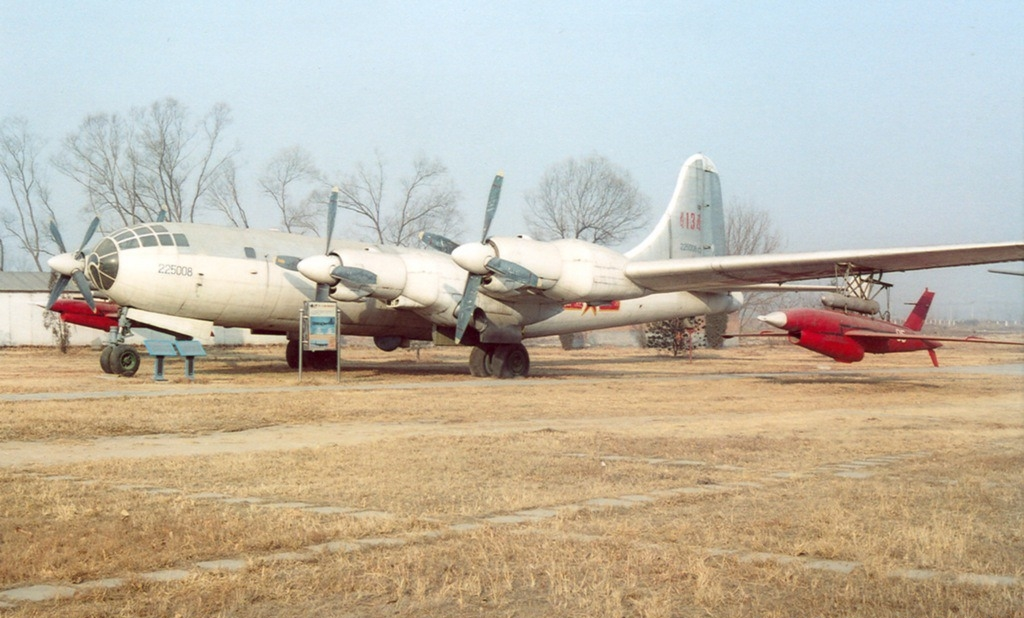
Китайський музей авіації, Ту-4.

ВПС СРСР мали на озброєнні 1200 бомбардувальників Ту-4 у період з 1948 року до 1960 року. У 1952 році СРСР почав виводити Ту-4 з озброєння і модифікувати їх на бомбардувальники Ту-16 (1956 р.) та на бомбардувальники Ту-95. Вилучені з фронтових ліній Ту-4 використовувалися для перевезення вантажів.
 КНР
- Повітряні сили Китайської Народної Республіки

У 1953 році Йосип Сталін передав Китаю 25 важких бомбардувальників Ту-4. У 1966 році бомбардувальники були переобладнані турбореактивними двигунами АІ-20К. У 1988 році останній Ту-4 був знятий з озброєння. 
Один прототип літака зараз демонструється в музеї ВПС Китаю біля Пекіна.

## Тактико-технічні характеристики

### Технічні характеристики
- Екіпаж: 11 (командир, пілот, штурман, штурман-бомбардир, бортінженер, бортрадист, оператор РЛС, 4 стрільці)
- Довжина: 30,179 м
- Розмах крила: 43,047 м
- Висота: 8,460 м
- Площа крила: 161,7 м²
- Коефіцієнт подовження крила: 11,5
- Коефіцієнт звуження крила: 2,36
- Профіль крила: RAF-34
- База шасі: 10,44 м
- Колія шасі: 8,68 м
- Маса порожнього: 36 850 кг
- Нормальна злітна маса: 47 850 кг
- Максимальна злітна маса: 63 600 кг
- Обсяг паливних баків: 20 180 л (+ 3 х 2420 л додаткових бака в передньому бомбовідсіку)
- Силова установка: 4 × радіальних 18-циліндрових повітряного охолодження АШ-73ТК
- Потужність двигунів: 4 × 2400 к. с. (4 × 1790 кВт)
- Повітряний гвинт: чотирилопатевий В3-А3 або В3Б-А5
- Діаметр гвинта: 5,06 м

### Льотні характеристики
- Максимальна швидкість:
  - біля землі: 435 км/год
  - на висоті: 558 км/год на 10250 м
- Посадкова швидкість: 160 км/год
- Практична дальність:
  - при максимальній злітній масі з 3000 кг бомб: 6200 км
  - при максимальній злітній масі з 9000 кг бомб: 4100 км
- Практична стеля: 11200 м
- Швидкопідйомність: 4,6 м/с
- Час набору висоти: 5000 м за 18,2 хв
- Довжина розбігу: 960 м
- Довжина пробігу: 920 м

### Озброєння
- Стрілецько-гарматне:
  - 4 × 2 × 20 мм гармати Б-20 Е (дві установки зверху, дві знизу)
  - 3 × 20 мм гармати Б-20 Е (у хвості)
  - Загальний боєзапас: 3150 патронів
- Бойове навантаження: 11 930 кг (максимальне)
- Керовані ракети: 2 × КС-1 (Ту-4К)
- Бомби:
  - ядерна: 1 × РДС-3 (Ту-4А)
  - фугасні:
    - 2 × ФАБ-6000 або
    - 4 × ФАБ-3000 або
    - 8 × ФАБ-1500 або ФАБ-1000 або
    - 14 × ФАБ-500 або
    - 40 × ФАБ-250 або
    - 48 × ФАБ-100 або ФАБ-50